# Phyllometra gracilaria
Phyllometra gracilaria är en fjärilsart som beskrevs av Jean Baptiste Boisduval 1840. Phyllometra gracilaria ingår i släktet Phyllometra och familjen mätare. Inga underarter finns listade i Catalogue of Life.